# Las Merindades
Las Merindades es una comarca burgalesa, comunidad autónoma de Castilla y León, España. En ella se emplaza el origen histórico de Castilla, cuando las primigenias Siete Merindades de Castilla la Vieja dieron lugar al primitivo condado castellano.  Está limitada al oeste y noroeste por la comunidad autónoma de Cantabria, al noreste por la provincia de Vizcaya, al este por la provincia de Álava y al sur por las comarcas burgalesas del Ebro, La Bureba y Páramos. Tiene una población de 21.951 habitantes a 1 de enero de 2024 según los datos del INE.

## Municipios
La comarca está compuesta por más de 360 núcleos de población agrupados en 26 municipios. Villarcayo de Merindad de Castilla la Vieja es la capital de Las Merindades. La comarca tiene una superficie total de 2821 km² y a 1 de enero de 2019 (Datos del INE) contaba una población total de 21 563 habitantes, lo que hace que su densidad de población sea de 7,64 hab/km².
En 2009, la población aumentó hasta los 24 741 habitantes, suponiendo un incremento de 148 habitantes, un 0,6 %, situándose en la media nacional.
- Alfoz de Bricia
- Alfoz de Santa Gadea
- Arija
- Berberana
- Cillaperlata
- Espinosa de los Monteros
- Frías
- Junta de Traslaloma
- Junta de Villalba de Losa
- Jurisdicción de San Zadornil
- Los Altos
- Medina de Pomar
- Merindad de Cuesta-Urria
- Merindad de Montija
- Merindad de Sotoscueva
- Merindad de Valdeporres
- Merindad de Valdivielso
- Partido de la Sierra en Tobalina
- Trespaderne
- Valle de Losa
- Valle de Manzanedo
- Valle de Mena
- Valle de Tobalina
- Valle de Valdebezana
- Valle de Zamanzas
- Villarcayo de Merindad de Castilla la Vieja

## Geografía
En su extensión confluyen varios elementos geográficos: la meseta castellana, el valle del Ebro y la cordillera Cantábrica, estando en esta última el punto más alto de la comarca Castro Valnera (1718 m s. n. m.) en Espinosa de los Monteros.
Esto hace que sea un espacio de transición, existiendo zonas muy diferentes en cuanto a paisaje, vegetación, economía, hábitat o arquitectura al asociarse en un mismo entorno paisajístico rasgos de la zona húmeda cantábrica y de la zona mediterránea seca; esto es lo que le hace tener un gran patrimonio natural de gran valor ecológico y biológico.
En el valle de Mena, las Merindades declinan al encuentro del mar Cantábrico, reduciéndose la cota de altura respecto del mar. Esto da lugar a un clima más templado que el de las otras Merindades, las que  quedan a mayor altura y tierra adentro, tras las pronunciadas pendientes del puerto del Cabrio. Los verdes paisajes del valle de Mena contrastan con los páramos mesetarios con los que suele identificarse el nombre de Castilla.

## Hidrografía

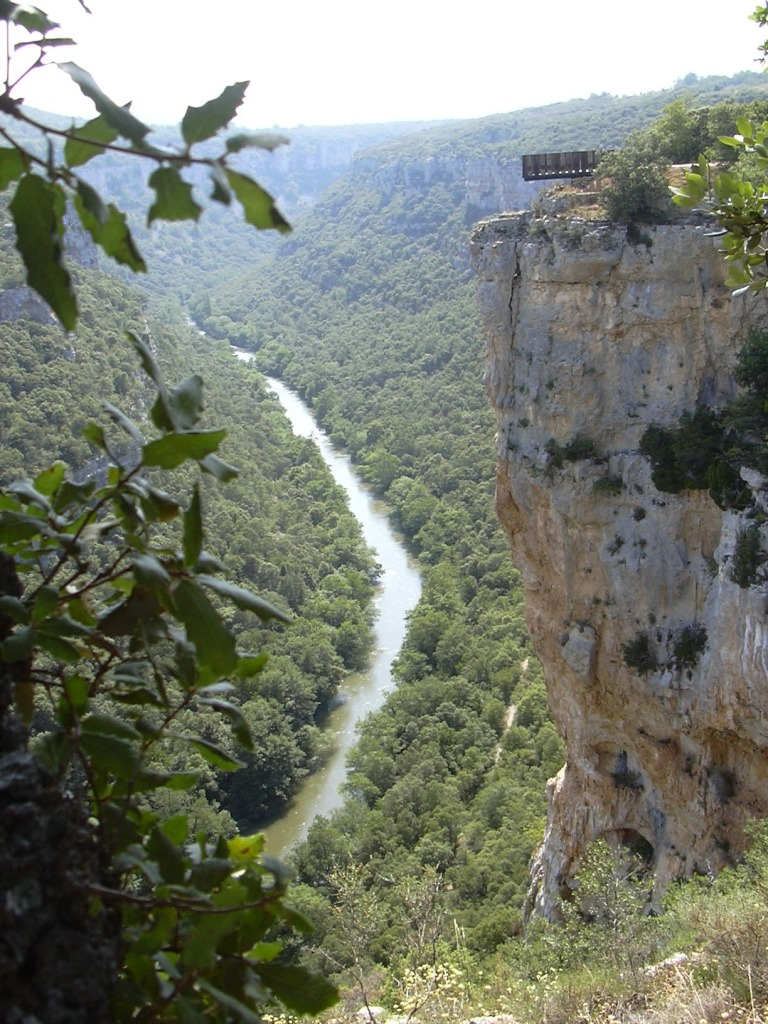
Cañón del Ebro.

La comarca pertenece a las cuencas hidrográficas del Cantábrico y del Ebro. Los ríos más importantes de la comarca son el Cadagua, Ebro, Trueba, Nela y Jerea. La comarca también cuenta con varias lagunas y varios embalses. El Valle de Mena pertenece a la vertiente cantábrica.
| - Río Ebro - Río Nela - Río Trema - Río Trueba - Río Seco - Río Cerneja - Río Salón - Río Jerea | - Río Cadagua |

### Cuenca Cantábrica

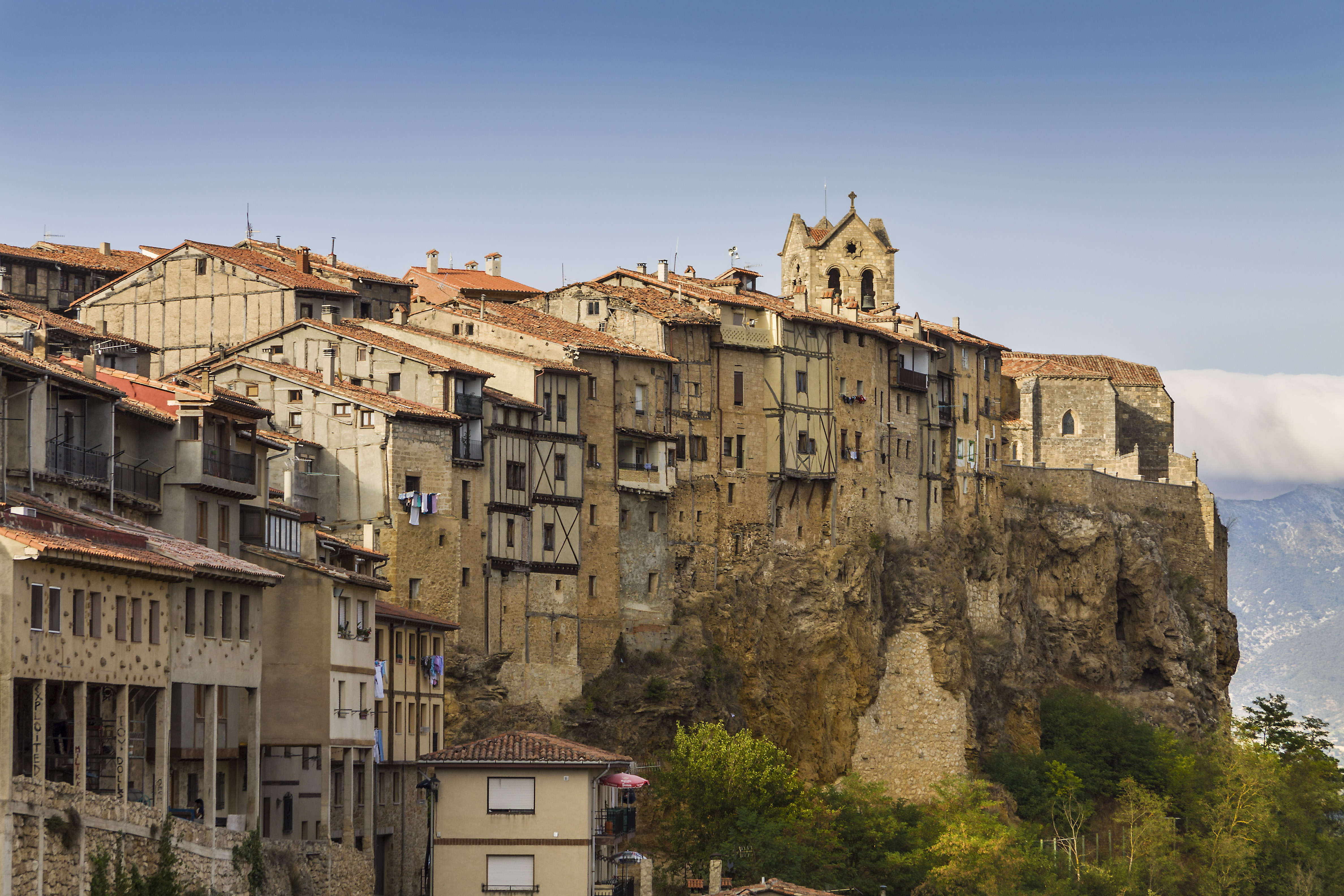
Frías.

## Clima
El clima de la comarca es un clima de transición entre el clima mediterráneo y el clima atlántico, aunque predomina el segundo. El régimen térmico está caracterizado por sus prolongados y fríos inviernos y por sus veranos suaves. La media comarcal de precipitaciones anuales es de 1000 mm. En general el clima es más benigno que en el resto de la región, por su situación en las vertientes cantábrica y mediterránea.

## Historia

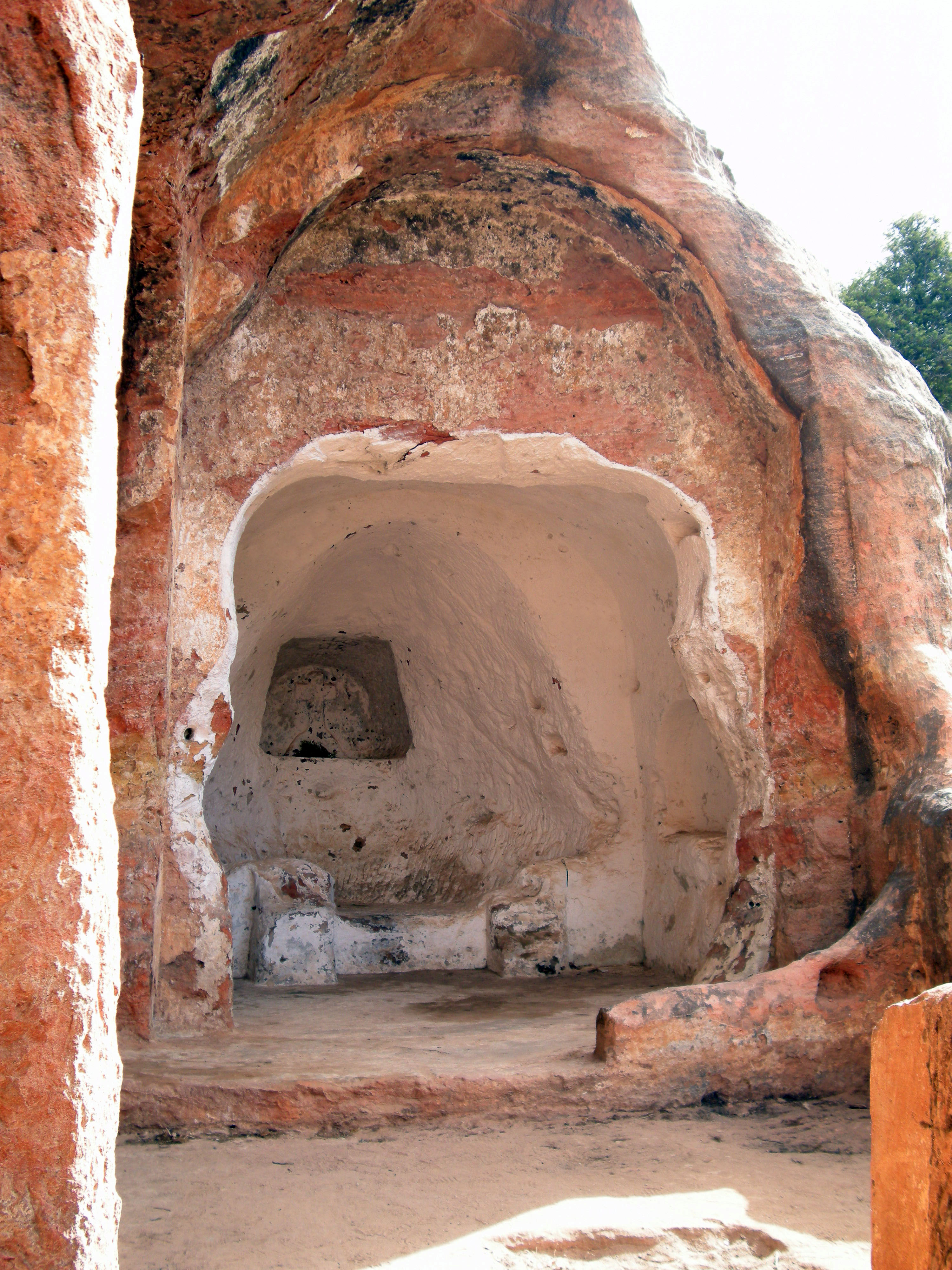
Altar del eremitorio de Argés.

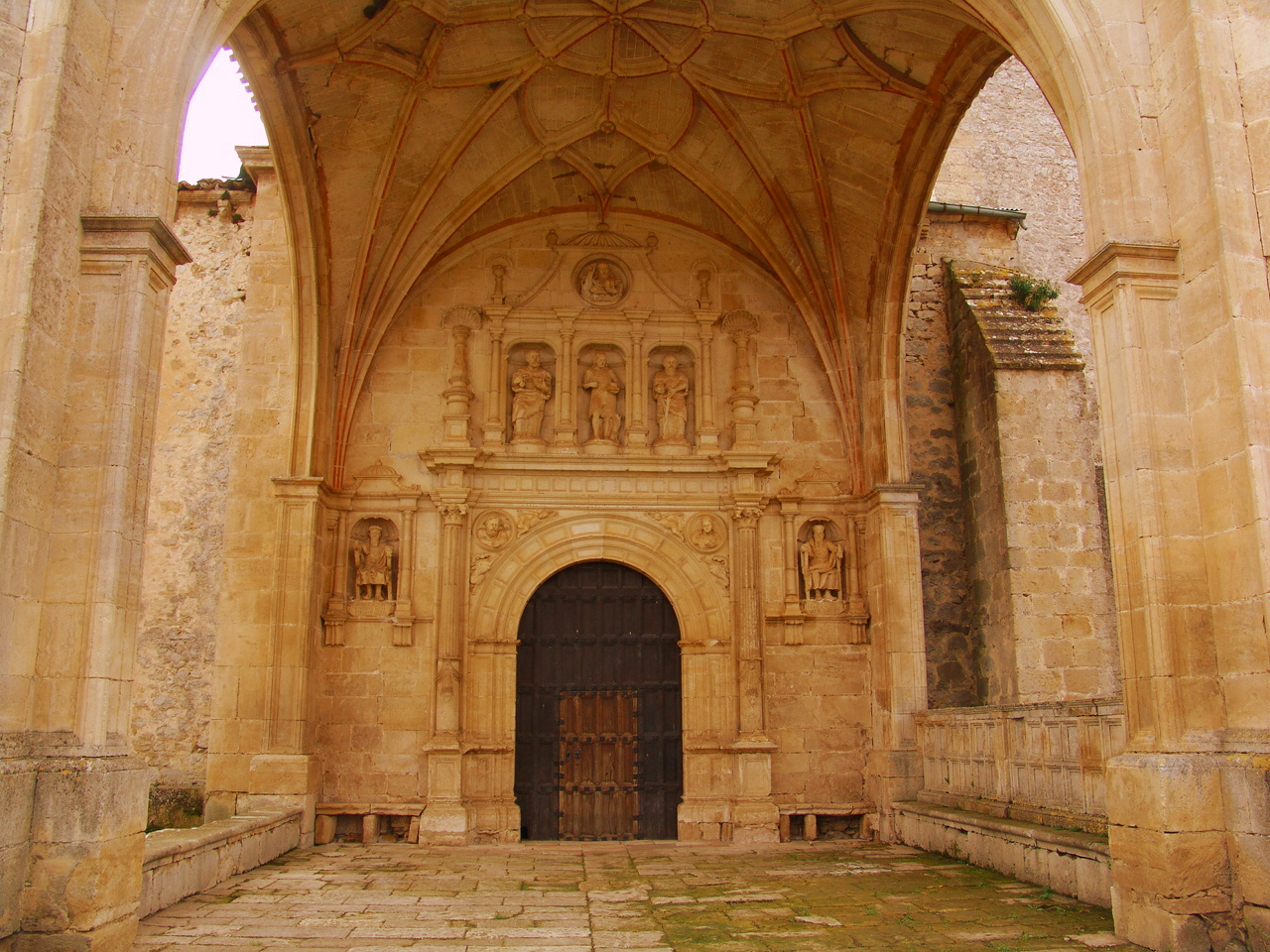
Portada de la iglesia de San Juan Bautista de Bisjueces. Estatuas de los legendarios Jueces de Castilla.

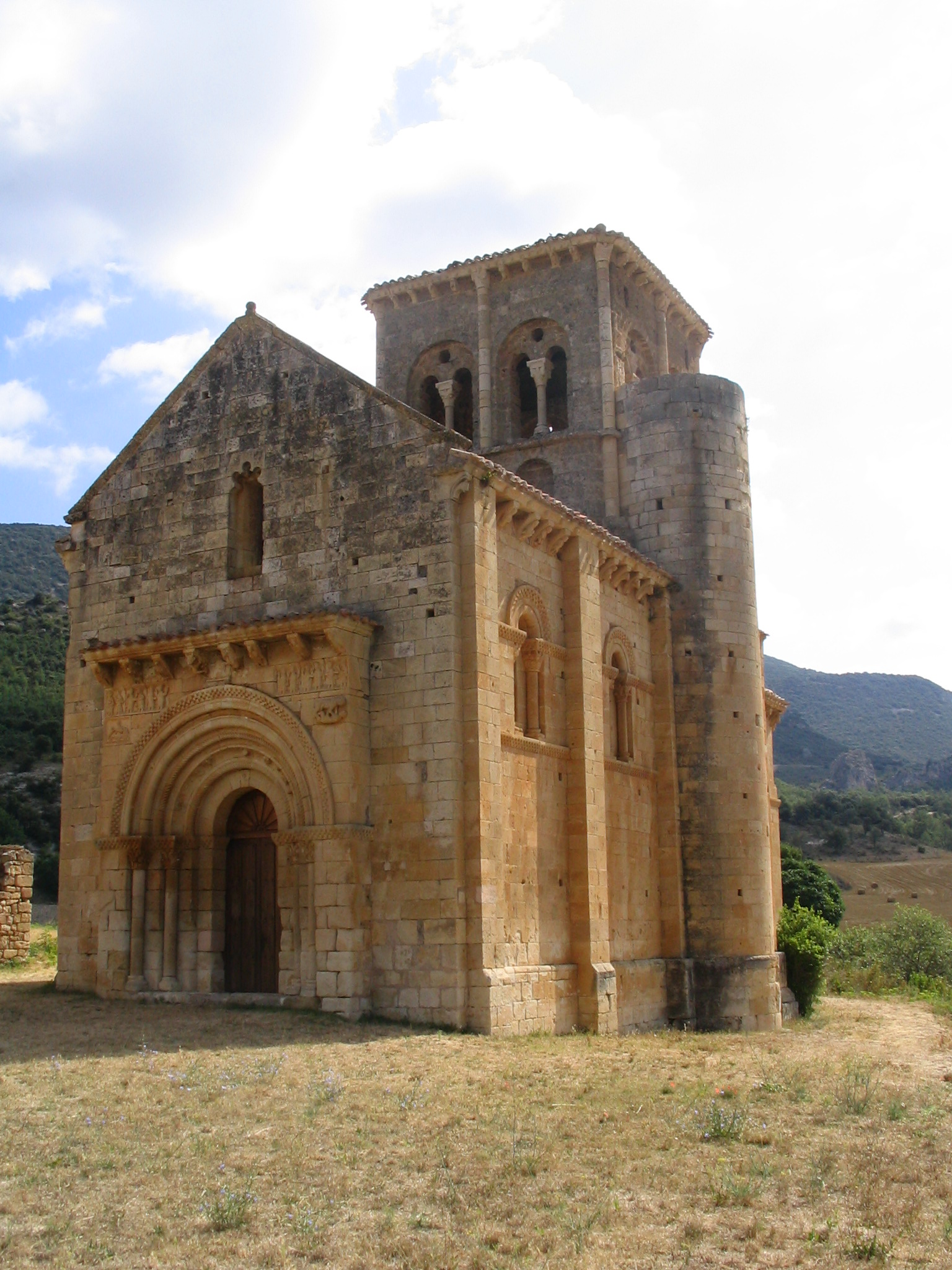
Iglesia de San Pedro de Tejada.

Los restos más antiguos encontrados en la comarca se remontan al Paleolítico. Los romanos también dejaron huella en la comarca. En la Alta Edad Media la comarca se suma a la muy posteriormente denominada reconquista iniciada según la leyenda por Don Pelayo desde Asturias.
Antes de la romanización de la zona, diversos autores defienden teorías sobre los pueblos que se encontraban en la zona, cántabros y autrigones. Tras la caída del Imperio en el siglo V y hasta el siglo VIII, se cree que pertenecería al Ducado de Cantabria, pero tras la caída del reino visigodo se incorporaría completamente al califato. Las Guerra Civil musulmana provocaría que en las zonas del norte de Burgos se organizasen una serie de estructuras defensivas que serían el origen de las actuales Merindades. 
La tradición sitúa a Don Pelayo el año 712 en el Castillo de Tedeja junto a quien se convertirá en su consuegro, Don Pedro duque de Cantabria. Javier Iglesia Aparicio cita en un artículo que el benedictino del siglo XVII Gregorio de Argaiz, explicaba que los refugiados godos del duque Pedro se replegarían a Tetelia, (Castillo de Tedeja, junto a la actual Trespaderne), tras la caída de Amaya frente a los árabes. Cerrando el desfiladero de la Horadada que salvaguardaba el valle de Tobalina y la costa, algo así como “el último bastión” frente al invasor. En la huida desde Toledo, los espatarios supervivientes de la batalla de Guadalete, trasladarían el panteón real de los reyes godos hasta la cercana y desaparecida ermita de Santa María de los Reyes Godos  junto a la orilla norte del Ebro, protegida por el Castillo de Tedeja. El 9 de agosto del año 726, Don Pedro y Don Pelayo volverían a derrotar a un ejército musulmán, a sólo tres kilómetros de distancia del castillo de Tedeja, pero esta vez dando un paso en la reconquista, en la orilla sur del Ebro, en la Batalla de Cillaperlata o del Negro Día, junto al lugar en cuya conmemoración se construyó la sencilla ermita de Encinillas.  
Es en el siglo IX cuando se pronuncia por primera vez la palabra "Castilla"; haciendo referencia a un lugar enclavado al norte de la Merindad de Montija a muy pocos kilómetros de Espinosa de los Monteros. Este nombre aparece escrito en el documento fundacional del Monasterio de Taranco, enclavado en pleno Valle de Mena. Esta palabra surge para hacer referencia al conjunto de pequeños territorios situados al norte del Ebro, núcleo originario de Castilla, que se caracterizaba por los abundantes edificios defensivos. 
Aunque se ha transmitido que en el siglo X, Fernán González organizó políticamente la región, creando las Merindades como entidad político-administrativa, lo cierto es que no hay entre la documentación de la época de este, ni en su posterior linaje, una sola referencia a ellas (en realidad, esta confusión se debe a publicaciones del siglo XVII de Francisco de Berganza que le nombran creador de las siete merindades originales). A principios del siglo XI se crea la primera Guardia de los entonces Condes de Castilla y posteriormente los Reyes de España, que se mantendrá hasta la actualidad, los Monteros de Espinosa, con la peculiaridad de que debían ser naturales de la villa de Espinosa de los Monteros. El siglo XI es el de mayor esplendor para el monasterio de San Salvador de Oña, al convertirse en el primer panteón real de Castilla. La leyenda dice que aquí nació en el siglo IX la institución de los Jueces de Castilla con Nuño Rasura y Laín Calvo aunque no existen pruebas históricas que acrediten su existencia. La Baja Edad Media se caracteriza por las luchas banderizas entre familias nobles. En el siglo XVI, el Doctor Mendizábal, por orden de Felipe II, otorga a Villarcayo el título de capital de las Merindades, con el propósito de que el Condestable, reduzca su poder. Un hecho destacable en estos siglos de tránsito fue el carácter emprendedor y colonizador de muchos de sus habitantes, que se desplazaron a América –durante la conquista destacó Juan de Salazar y Espinosa, natural de Espinosa de los Monteros en busca de fortuna y a su retorno levantaron opulentas casonas como símbolo de su éxito, es decir, los indianos. 
Durante la Guerra de la Independencia, se libró en tierras de Espinosa de los Monteros una importante batalla contra los franceses. El siglo XX está caracterizado por la emigración masiva hacia zonas industriales más desarrolladas y con mayores expectativas de trabajo. Casi la mitad de la población emigró hacia el Gran Bilbao en los años 50, 60 y 70.

## Patrimonio
- Iglesias: en la comarca se pueden encontrar iglesias de todos los estilos, desde las iglesias románicas de San Lorenzo Vallejo y Santa María de Siones, en el Valle de Mena, hasta la moderna iglesia de Villarcayo, pasando por la renacentista iglesia de Espinosa de los Monteros.
- Castillos: destacan los castillos de Medina de Pomar, Espinosa de los Monteros, Frías.
- Casonas solariegas: se pueden encontrar en todos los municipios. Destacan las casonas y palacios de Espinosa de los Monteros y Villarcayo.
- Otros monumentos: la ermita de San Pedro de Tejada en Puente-Arenas, románica, del siglo XI.

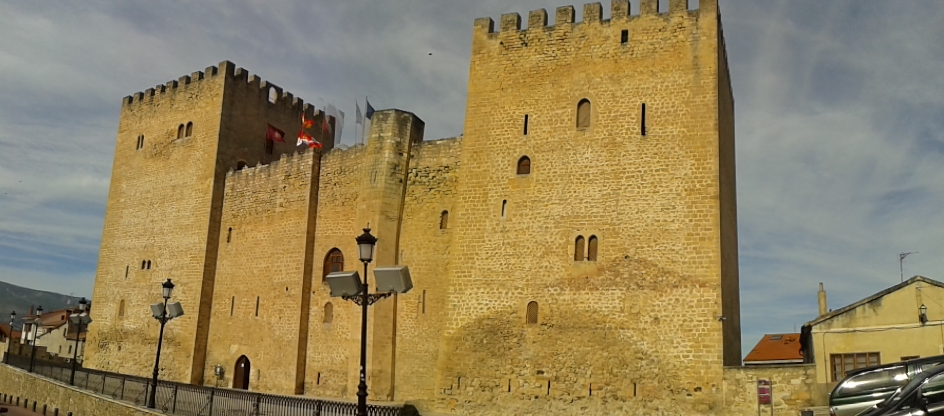
Castillo De Los Velasco, en Medina de Pomar.

## Variedades lingüísticas
Existe una variación lingüística en la Merindad de Sotoscueva, donde se habla una variedad dialectal asimilable al dialecto cántabro.

## Espacios naturales
La comarca cuenta con varios espacios naturales:
- Parque natural de Hoces del Alto Ebro y Rudrón
- Parque natural de Montes Obarenes-San Zadornil
- Monumento natural de Ojo Guareña
- Monumento natural del Monte Santiago

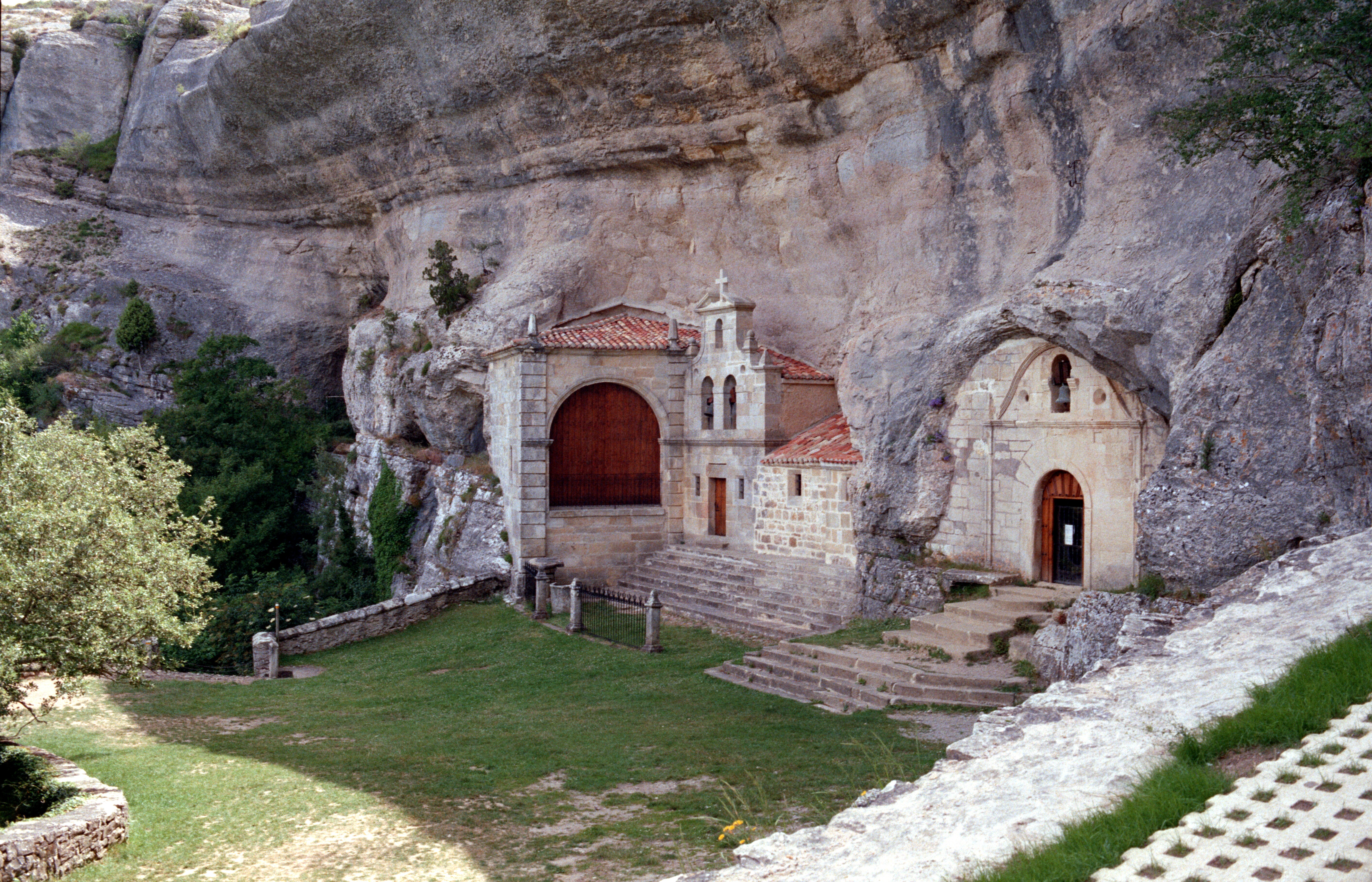
monumento natural Ojo Guareña.

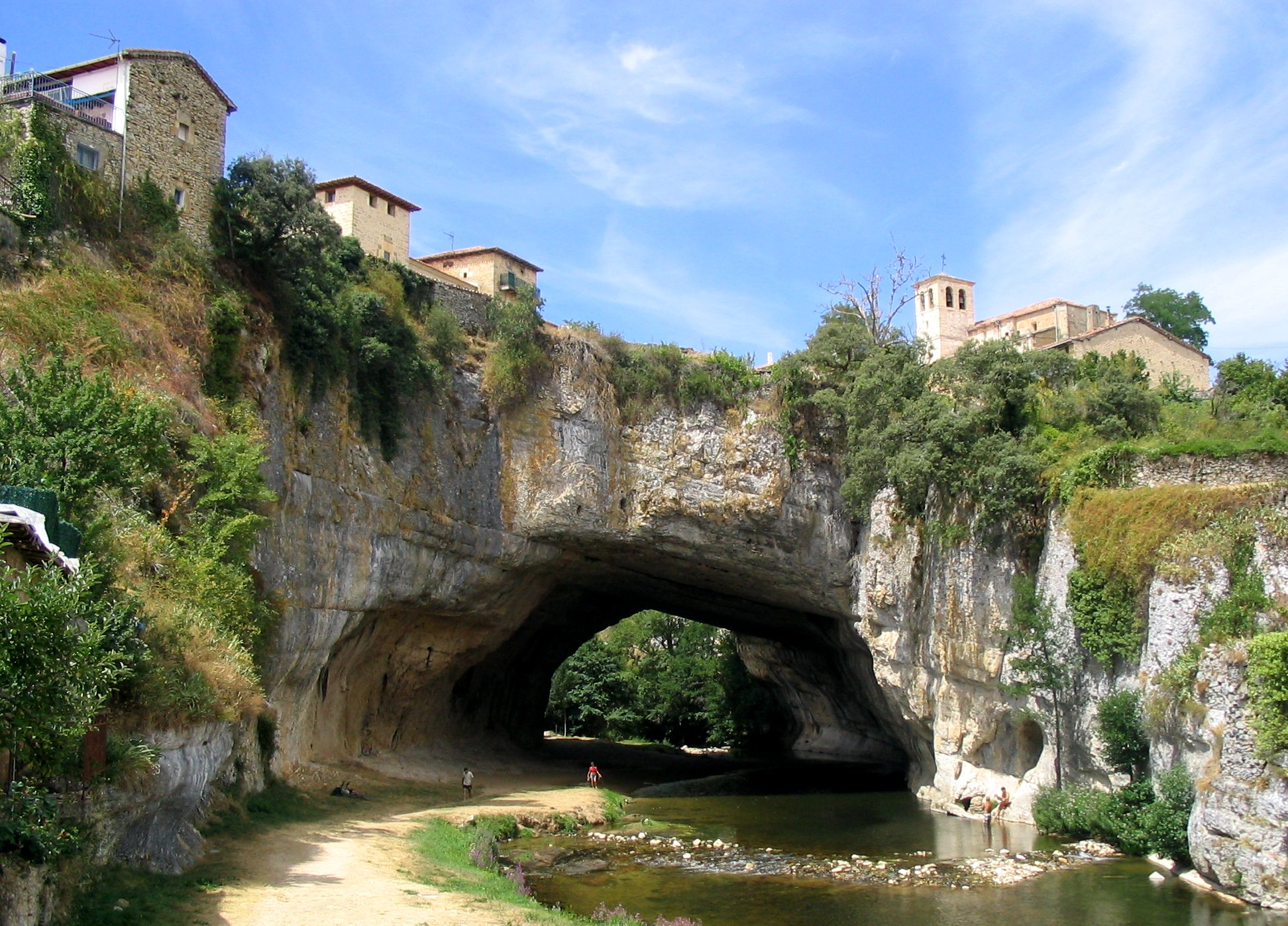
El rio Nela a su paso por Puentedey.

## Deporte y tradición
El deporte autóctono que se practica en esta región desde tiempos muy remotos son los bolos tres tablones. Ha sido el mayor divertimento en la región durante siglos y aún hoy se recuerdan muchas partidas de hace más de cincuenta años, en las que los mejores jugadores de cada pueblo competían en cuadrillas por el honor de los suyos. Debido al éxodo de la gente de los pueblos a las grandes ciudades, actualmente este deporte se ha extendido a Burgos, Miranda de Ebro, Álava, Vizcaya, Madrid, Alicante e incluso América.
La bolera se divide en tres partes: zona de tiro, zona de tablones o cureñas y zona de birle. Se emplean tres tablones, se plantan tres bolos en cada uno y posteriormente se planta el mico, que se sitúa en prolongación de los bolos centrales a un lado u otro.
Consiste en lanzar la bola desde el cas en trayectoria aérea intentando derribar el mayor número de bolos posibles y el mico inclusive. El primer bote de la bola debe ser en la cureña; de no ser así se producirá una morra y se anulará la tirada. La forma de puntuar es la siguiente: cada bolo derribado vale un punto, el derribo exclusivo del bolo del medio vale dos puntos y el derribo del mico vale cuatro puntos, solo si es acompañado del derribo de alguno de los bolos.
En la actualidad se celebran torneos veraniegos en la mayoría de los pueblos de la región, principalmente en las fiestas; a pesar de la pérdida de afición de las últimas décadas, actualmente está resurgiendo con fuerza en muchas merindades.
También se practica en Las Merindades el juego de La Tuta, aunque en la zona se conoce como Pido.

## Turismo rural
La apuesta por el turismo de interior supuso la apertura de un buen número de casas rurales y algunas posadas de calidad, inicio de una importante industria de ocio.

## Senderismo
La comarca cuenta con varios senderos que la atraviesan:

### GR
- GR-1 Sendero Histórico
- GR-85 Ruta de los Sentidos
- GR-99 Camino del Ebro
- GR-282 Senda del Pastoreo
- GR-1006 Ruta de los Monteros del Rey

### PR
- PRC-BU 1 Cañón del Ebro
- PR-BU 15 Raíces de Castilla
- PRC-BU 30 Monte Hijedo
- PRC-BU 32 El Ventanón
- PRC-BU 33 Canales de Dulla
- PRC-BU 35 Pico Cuerno
- PRC-BU 38 Caminos de Sonsierra
- PR-BU 41 Mirador esquina Rubén
- PR-BU 42 Mirador del Nervión
- PR-BU 43 Senda del Hayedo
- PR-BU 44 Senda del Karst
- PR-BU 45 Senda del Cortado
- PR-BU 46 Puerto de Orduña
- PR-BU 47 Charca del Cortón
- PR-BU 48 Camino de Alterla
- PR-BU 49 Senda de la Dehesa
- PR-BU 52 Senda de Pozolagua
- PRC-BU 53 Los Ahidios
- PRC-BU 62 Valle de Losa
- PR-BU 65 Por la Mesa de Oña
- PRC-BU 94 San Martín de Don
- PRC-BU 95 Portillo del Busto
- PRC-BU 96 Ranera
- PRC-BU 98 San Zadornil
- PRC-BU 100 Arroyo de San Zadornil
- PRC-BU 101 Caminos de Oña
- PRC-BU 102 Barcina de los Montes
- PRC-BU 104 Villanueva de los Montes
- PRC-BU 105 Cillaperlata
- PRC-BU 111 Sendero del Umion y Flor
- PRC-BU 134 Caminos de la Virgen del Castro
- PRC-BU 135 Caminos del Cotero Quemado
- PRC-BU 136 Caminos de San Román
- PRC-BU 142 Riberas de Medina
- PRC-BU 144 Cuestas de Medina
- PRC-BU 148 Los jueces de Castilla
- PRC-BU 149 Camino de Villarías
- PRC-BU 179 Sendero de Pilas
- PRC-BU 180 Sendero de la Tesla
- PRC-BU 181 Sendero de Puerta
- PRC-BU 182 Sendero de Peña Escalera
- PRC-BU 183 Sendero de Fuente Sagredo